# Emblema nacional de Omán
El emblema nacional de Omán consiste en una daga janyar o khanjar, dentro de una envoltura que está sobrepuesta sobre dos espadas cruzadas. La daga es el símbolo tradicional de Omán; aparece también en su moneda nacional y en los aviones de su fuerza aérea.

## Historia
El emblema nacional fue diseñado por primera vez a mediados del siglo XVIII, cuando fue adoptado como el escudo real de la dinastía Al Said. Su uso se expandió cuando posteriormente se convirtió en el emblema nacional del sultanato. Esto ocurrió durante el reinado de Faisal bin Turki (1888-1913) o Taimur bin Feisal (1913-1932). El emblema se incorporó más tarde al cantón de la bandera nacional del país en 1970. Además, para distinguir "entidades reales directas"  y crear un símbolo distintivo para estas organizaciones, se añadió una corona a la parte superior del emblema nacional. Esta insignia modificada se utiliza en los emblemas de todas las ramas de las Fuerzas Armadas del Sultán, incluidos el Ejército Real, la Marina Real, la Real Fuerza Aérea, la Guardia Real y la Policía Real de Omán, entre muchos otros.